# Haseninsel

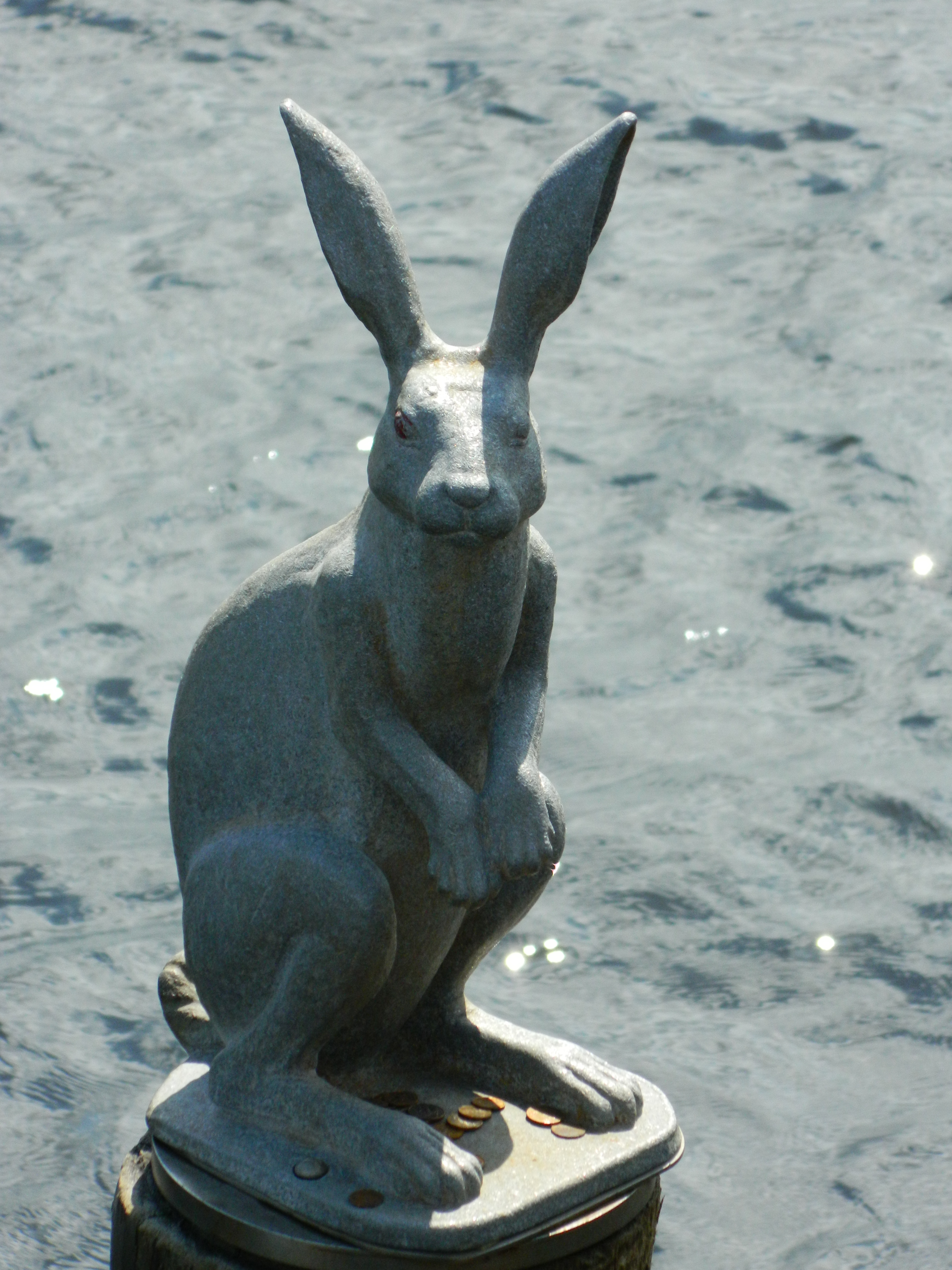
Denkmal für den Hasen an der Joannowski-Brücke

Die Haseninsel (russisch Заячий остров, auch als Sajatschi-Insel bekannt) ist eine Binneninsel in der Newa in Sankt Petersburg, Russland. Der Kronwerksgraben trennt sie von der nördlich gelegenen Petrograder Insel und ist mit dieser über zwei Brücken verbunden, der Kronwerkski- und der Joannowski-Brücke, der ältesten Brücke von Sankt Petersburg.

## Geschichte
Die Haseninsel war bis 1703 größtenteils sumpfig, unbevölkert und unbedeutend, bis Peter I. damit begann, auf ihr die Peter-und-Paul-Festung zu bauen, für die er selbst den Grundstein legte.
Bis ins späte 19. Jahrhundert gab es innerhalb der Festung drei Kanäle, die die Insel in vier Teile teilte. Die Kanäle wurden im späten 19. Jahrhundert verfüllt.
Die Insel liefert pittoreske Ansichten des historischen Zentrums der Stadt und auf die Newa.
Während des roten Terrors war die Insel Schauplatz von Massakern an Staatsfeinden. Die Überbleibsel der Opfer wurden in jüngster Zeit bei dem Bau einer Straße zu einer Tiefgarage in einem Massengrab entdeckt. Manche schätzen, dass die Anzahl der Opfer, die auf der Insel begraben sind, in die Tausende geht. Die Menschenrechtsorganisation Memorial versucht gegenwärtig die Obrigkeit davon zu überzeugen, dass die dortigen Gräber archäologisch untersucht werden sollen.